# Ilgın
Ilgın là một huyện thuộc tỉnh Konya, Thổ Nhĩ Kỳ. Huyện có diện tích 1708 km² và dân số thời điểm năm 2007 là 61814 người, mật độ 36 người/km².